# Dicliptera saxicola
Dicliptera saxicola är en akantusväxtart som beskrevs av John Richard Ironside Wood. Dicliptera saxicola ingår i släktet Dicliptera och familjen akantusväxter. Inga underarter finns listade i Catalogue of Life.